# Myši patří do nebe
Myši patří do nebe je český koprodukční animovaný film z roku 2021, režisérů Jana Bubeníčka a Denisy Grimmové. Předlohou pro film byla stejnojmenná kniha spisovatelky Ivy Procházkové, vydaná roku 2006. Snímek pojednává o myšce Šupito a lišákovi Bělobřichovi, kteří na začátku příběhu umírají a dostávají se do nebe. Zde se poté postupně vyrovnávají se svou vlastní smrtí, a zároveň si vytvářejí pochopení jeden pro druhého, které jim za života chybělo. Původně český projekt byl, z důvodu realizační nákladnosti, vyroben v koprodukci Francie, Slovenska a Polska. 
Film byl vybrán do sekce Screening Events festivalu v Annecy. Oficiální premiéra snímku v českých kinech proběhla dne 7. října 2021. Roku 2022 byl snímek nominován na francouzské filmové ocenění César, v kategorii nejlepší animovaný film.

## Výroba
Film podpořil Státní fond kinematografie částkou 9,4 milionu korun.